# Live (альбом Clan of Xymox)
Live  — концертний альбом голландського гурту Clan of Xymox, випущений німецьким лейблом «Pandaimonium Records», у 2000 році.
Пісні записані на латиноамериканських концертах.
Мікс був зроблений у студії «The Torture Chamber», Амстердам. Мастеринг здійснено у Voodoogarden Studios.

## Композиції
CD 1
1. Stranger (8:08)
2. Cry In The Wind (5:48)
3. This World (6:35)
4. Jasmine & Rose (5:51)
5. A Day (6:50)
6. Louise (5:53)
7. Creature (5:09)
8. Back Door (5:01)
9. Out Of The Rain (4:14)
10. Taste Of Medicine (7:50)
11. Going Round '97 (6:20)

CD 2
1. Obsession (5:52)
2. Muscoviet Mosquito (4:17)
3. Michelle (2:54)
4. Craving (5:45)
5. Consolation (5:04)
6. Agonized By Love 3:20)
7. Hypocrite 4:54)
8. The Story Ends 5:05): Відео
9. Jasmine & Rose (Live) (5:56)
10. Stranger (8:13)

## Над альбомом працювали
- Фото — Olga K., Oski Collado
- Оформлення — Mojca
- Мастеринг — Dierk Budde
- Автор музики та слів — Ronny Moorings